# Roger Waters
George Roger Waters (* 6. září 1943 Great Bookham, Surrey, Anglie) je britský rockový hudebník, zpěvák a skladatel. Proslavil se svým působením v kapele Pink Floyd v letech 1965–1985, kde hrál na baskytaru, zpíval a v pozdějších letech byl i hlavním skladatelem. Na odchod z Pink Floyd navázal svojí sólovou kariérou, vydal tři studiová alba a jeden soundtrack. V roce 1990 zorganizoval koncert The Wall – Live in Berlin. V roce 2005 vydal operu Ça Ira a 2. července 2005 vystoupil společně s Pink Floyd na koncertě Live 8.

## Biografie

### Mládí (do 1963)
Ačkoliv se Roger Waters narodil v hrabství Surrey, vyrůstal v Cambridgi. Jeho otec Eric Fletcher Waters (1914–1944) padl 18. února 1944 ve druhé světové válce v bojích u Anzia v Itálii, když bylo synovi pět měsíců. Roger Waters byl touto událostí, která jej provází celý život, velice ovlivněn a na ztrátu svého otce narážel v mnoha skladbách, které později složil (od „Corporal Clegg“ přes „Free Four“ až po „When the Tigers Broke Free“ a „The Fletcher Memorial Home“).
Waters a Syd Barrett navštěvovali Morley Memorial Junior School a později Cambridgeshire High School for Boys, zatímco jejich pozdější spoluhráč David Gilmour chodil na stejné ulici do The Perse School. Na Regent Street Polytechnic se seznámil s Nickem Masonem a Rickem Wrightem. V té době byl vášnivým sportovcem a rád plaval v řece Cam na grantchesterských loukách (píseň „Grantchester Meadows“). V 15 letech byl v Cambridgi předsedou Kampaně mládeže za nukleární odzbrojení.

### Pink Floyd (1963–1985)
V roce 1964 se Waters společně s Wrightem a Masonem stali členy skupiny Sigma 6, která postupně vystřídala více názvů. Waters zde hrál doprovodnou kytaru. V září 1964 přišel do kapely kytarista Bob Klose (odešel v roce 1965) a Waters přešel na post baskytaristy. O něco později se členem stal i Syd Barrett, čímž vznikla skupina The Pink Floyd Sound (v roce 1965 byl název zkrácen na The Pink Floyd, později již pouze Pink Floyd). V roce 1967 skupina vydala první album The Piper at the Gates of Dawn, které mělo úspěch u kritiků i fanoušků. Ačkoliv byl v té době hlavním skladatelem Barrett, jednu píseň, konkrétně „Take Up Thy Stethoscope and Walk“, napsal právě Waters. Kvůli zhoršujícímu se psychickému zdraví frontmana kapely Syda Barretta, byl do Pink Floyd začátkem roku 1968 přijat kytarista a zpěvák David Gilmour, který svého přítele Barretta na jaře téhož roku definitivně vystřídal. Waters se po Barrettově odchodu dostal více do popředí, nicméně celá skupina hrála a skládala společně a vedoucí duo Waters a Gilmour vyprodukovalo v 70. letech alba úspěšná jak komerčně, tak i u kritiků.

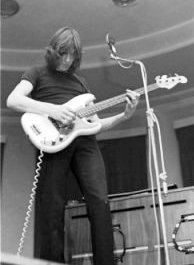
Roger Waters v roce 1970

V roce 1970 nahrál Roger Waters společně s britským skladatelem Ronem Geesinem (ten spolupracoval na albu Pink Floyd Atom Heart Mother) soundtrack k lékařskému dokumentu s názvem Music from The Body. Ten se skládá z instrumentálních Geesinových skladeb, které se střídají s Watersovými písněmi.
Ve skupině Pink Floyd se Waters v první polovině 70. let stal hlavním textařem a postupně převzal nad kapelou i kontrolu. Z tematicky různě zaměřených textů vznikla alba The Dark Side of the Moon (1973) a Wish You Were Here (1975), pro která napsal veškeré texty a část hudby. Následující alba Animals (1977) a The Wall (1979) jsou Watersova již i hudebně, příspěvky ostatních členů kapely byly poměrně malé.
Spoluhráči ze skupiny nic nenamítali proti Watersovým textům, často koncepčním, pokud mohli přispět hudebně. Pozdější Watersovo „diktátorské“ vedení kapely, kdy kromě textů preferoval i vlastní hudební nápady, se ostatním nelíbilo a vztahy mezi členy se začaly zhoršovat. Po nahrávání alba The Wall byl z kapely vyhozen klávesista Rick Wright. Zůstal s Pink Floyd ještě během následujícího turné, avšak působil jen jako najatý hráč.
V roce 1983 vyšlo album The Final Cut. Popis na přebalu desky uvádí, že toto dílo „by Roger Waters“ (od Rogera Waterse) je „performed by Pink Floyd“ (zahráno Pink Floyd). Gilmour se neúspěšně snažil vydání alba pozdržet, dokud by neměl více hudebního materiálu. Waters v roce 1985 prohlásil, že kapela je kvůli nepřekonatelným rozdílům rozpuštěna. Gilmour s Masonem však již v následujícím roce činnost skupiny obnovili a poté probíhaly soudní pře o používání jména Pink Floyd. Roger Waters argumentoval tím, že původní skupina sestávala z něj, Syda Barretta, Nicka Masona a Ricka Wrighta a že Gilmour nepatřil k zakládajícím členům. Dalším argumentem byl fakt, že Waters napsal po odchodu Barretta většinu textů a velkou část hudby. Nicméně soud vyhrál Gilmour s Masonem, Watersovi však připadla práva na alba Animals, The Wall (kromě tří skladeb, které napsal společně s Gilmourem) a The Final Cut a také vlastnictví nafukovacího prasete, které skupina využívala při koncertech.

### Sólová kariéra v letech 1984–1992

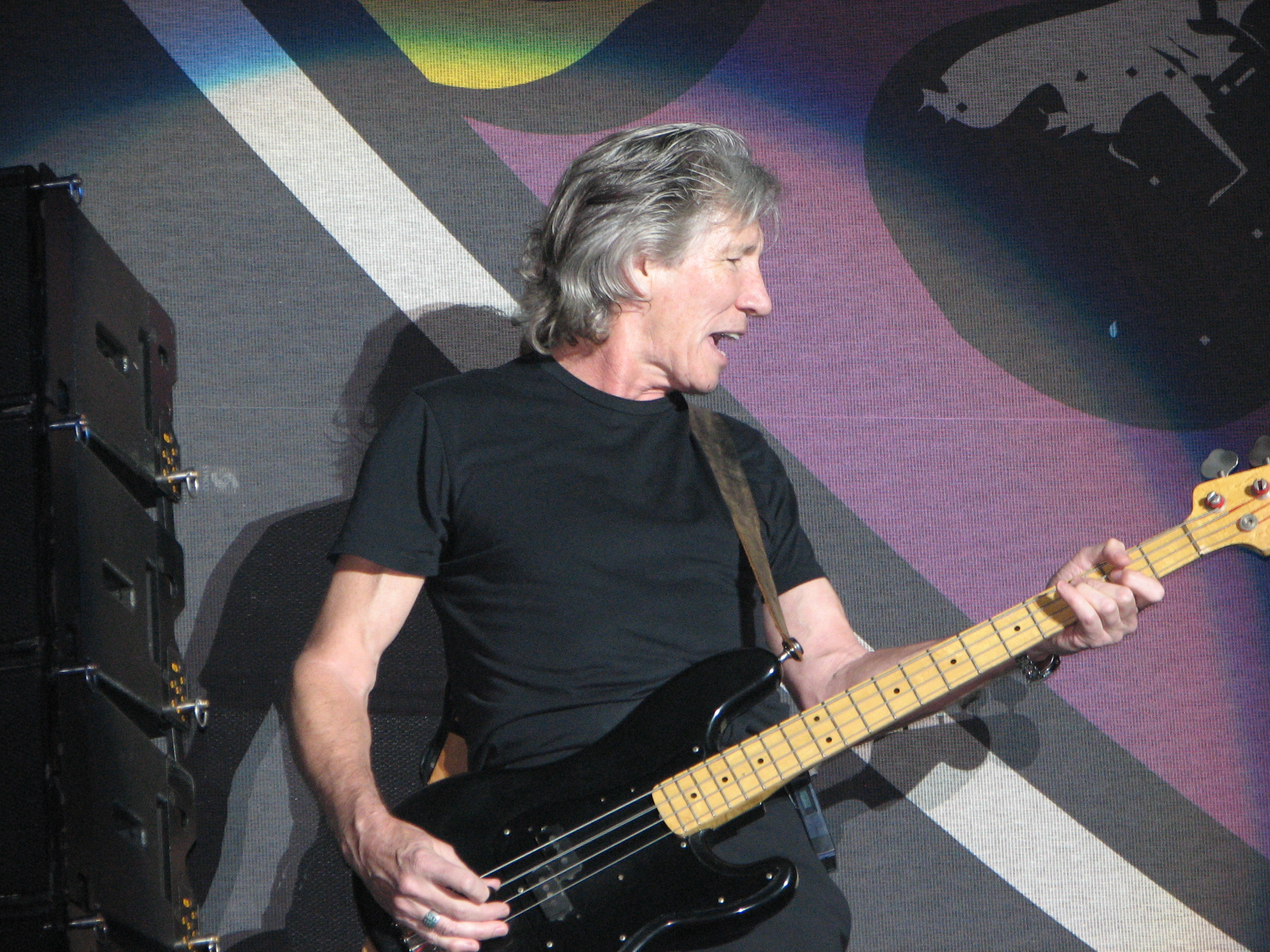
Roger Waters na koncertě v červnu 2006

Po odchodu z Pink Floyd vydal Waters tři studiová alba a soundtrack k filmu, které však nedosáhly prodejů jako předchozí desky Pink Floyd. Jeho sólová díla však měla úspěch u kritiků a jsou dokonce i srovnávána s díly, která vytvořil s Pink Floyd.
První sólové album s názvem The Pros and Cons of Hitch Hiking vydal Waters již v roce 1984. Jedná se o koncepční album o lidských snech během noci. Na nahrávání si pozval množství dalších hudebníků včetně kytaristy Erica Claptona či jazzového saxofonisty Davida Sanborna. Demo tohoto alba nahrál Waters již ve druhé polovině 70. let, ale spoluhráči z Pink Floyd vybrali pro realizaci rockovou operu The Wall, neboť se jim The Pros and Cons of Hitch Hiking zdálo „příliš osobní“. Na vydání alba navázalo koncertní turné (v roce 1984 se jej zúčastnil i Eric Clapton), které však nebylo příliš úspěšné.
V roce 1986 přispěl Waters několika skladbami na soundtrack k animovanému filmu When the Wind Blows. Jeho doprovodná kapela, zahrnující i klávesistu Paula Carracka, zde byla poprvé označena jako The Bleeding Heart Band.
Následující rok vydal album Radio K.A.O.S., rockovou operu o handicapovaném muži jménem Billy, který dokáže poslouchat rádio ve své hlavě. Poté následovalo turné, tentokrát však jenom po USA a Kanadě. Ačkoliv bylo album chváleno pro současný zvuk, který s Pink Floyd neměl moc společného, deska nedosahovala velkých prodejních úspěchů. Později Waters přiznal, že s albem není spokojen kvůli jeho produkci a částečně také kvůli svému rozhodnutí vydat místo dvojalba jedinou desku, což se podepsalo převážně na její koncepci.
Po pádu berlínské zdi v roce 1989 uspořádal Waters 21. července 1990 koncert, jehož záznam byl vydán jako dvojalbum The Wall – Live in Berlin. Akce se konala na „území nikoho“ mezi Východním a Západním Berlínem na Potsdamer Platz. Na koncertě vystoupilo několik známých hostů: Bryan Adams, Cyndi Lauper, Van Morrison, Sinéad O'Connor, Marianne Faithfull, Joni Mitchell či skupiny The Band a Scorpions. Jednalo se o jeden z největších koncertů všech dob, navštívilo jej přes 300 000 lidí a živý přenos sledovalo přes pět milionů lidí po celém světě.
Roku 1992 vydal Waters své poslední studiové album Amused to Death o pomíjivém vlivu televize. Název byl odvozen z knihy Amusing Ourselves to Death od Neila Postmana. Amused to Death je Watersovo nejlépe hodnocené album, srovnávané např. s The Wall. Autor tuto nahrávku později popsal jako třetí díl trilogie, po The Dark Side of the Moon a právě The Wall. Album nenahrála pevná sestava hudebníků, každá skladba byla nahrána jinými muzikanty. Na kytaru zde v mnoha písních hraje Jeff Beck. Turné k tomuto albu nebylo uspořádáno.

### Sólová kariéra od 1992

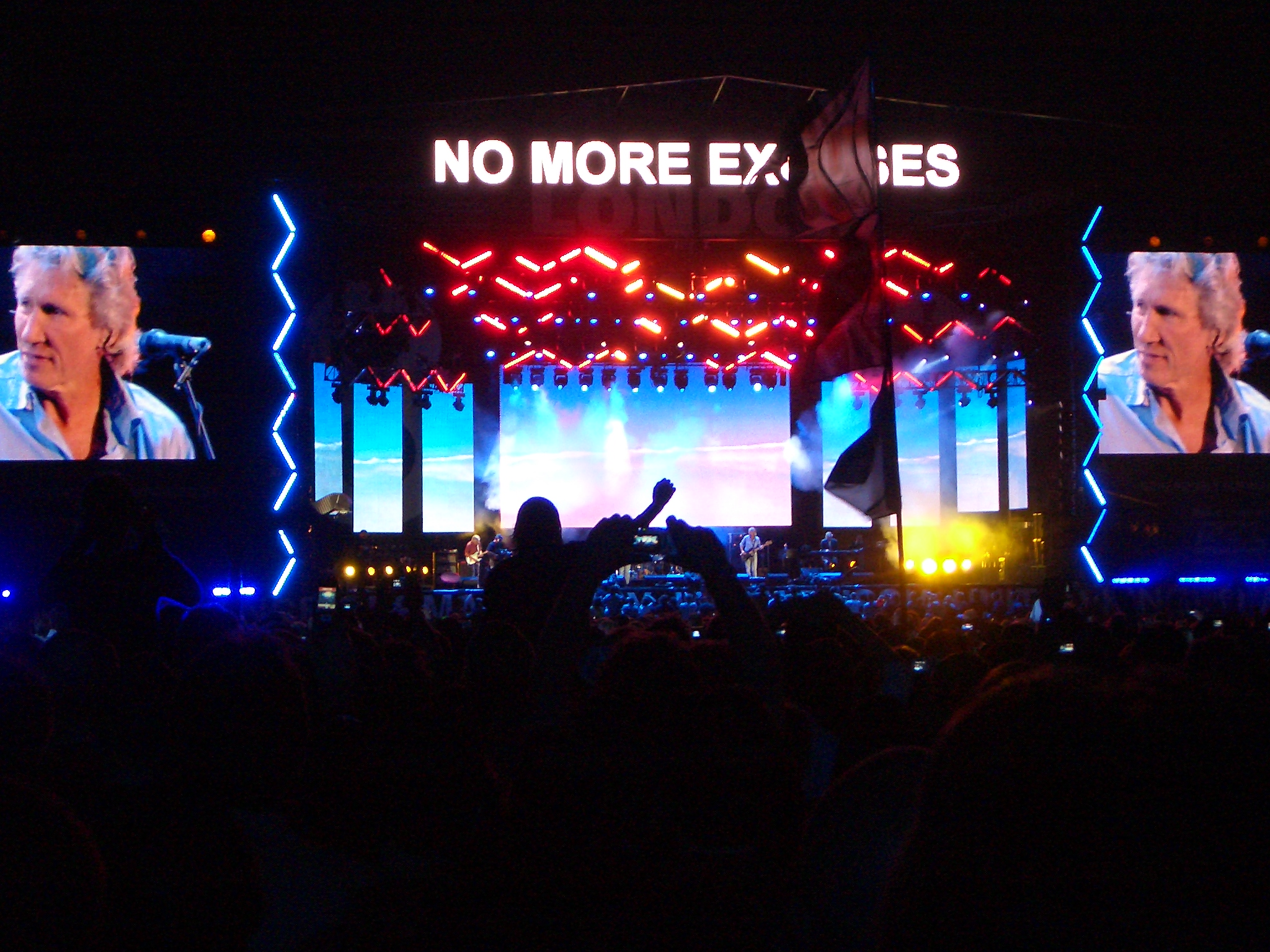
Pink Floyd s Rogerem Watersem na koncertě Live 8 v roce 2005

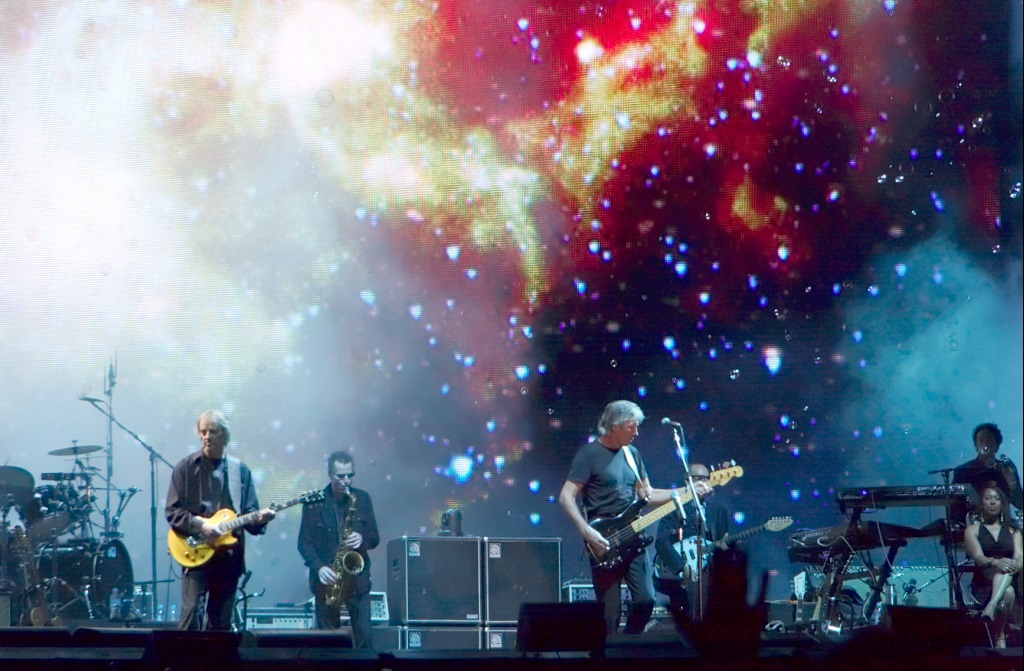
Koncert The Dark Side of the Moon v australském Perthu (2007)

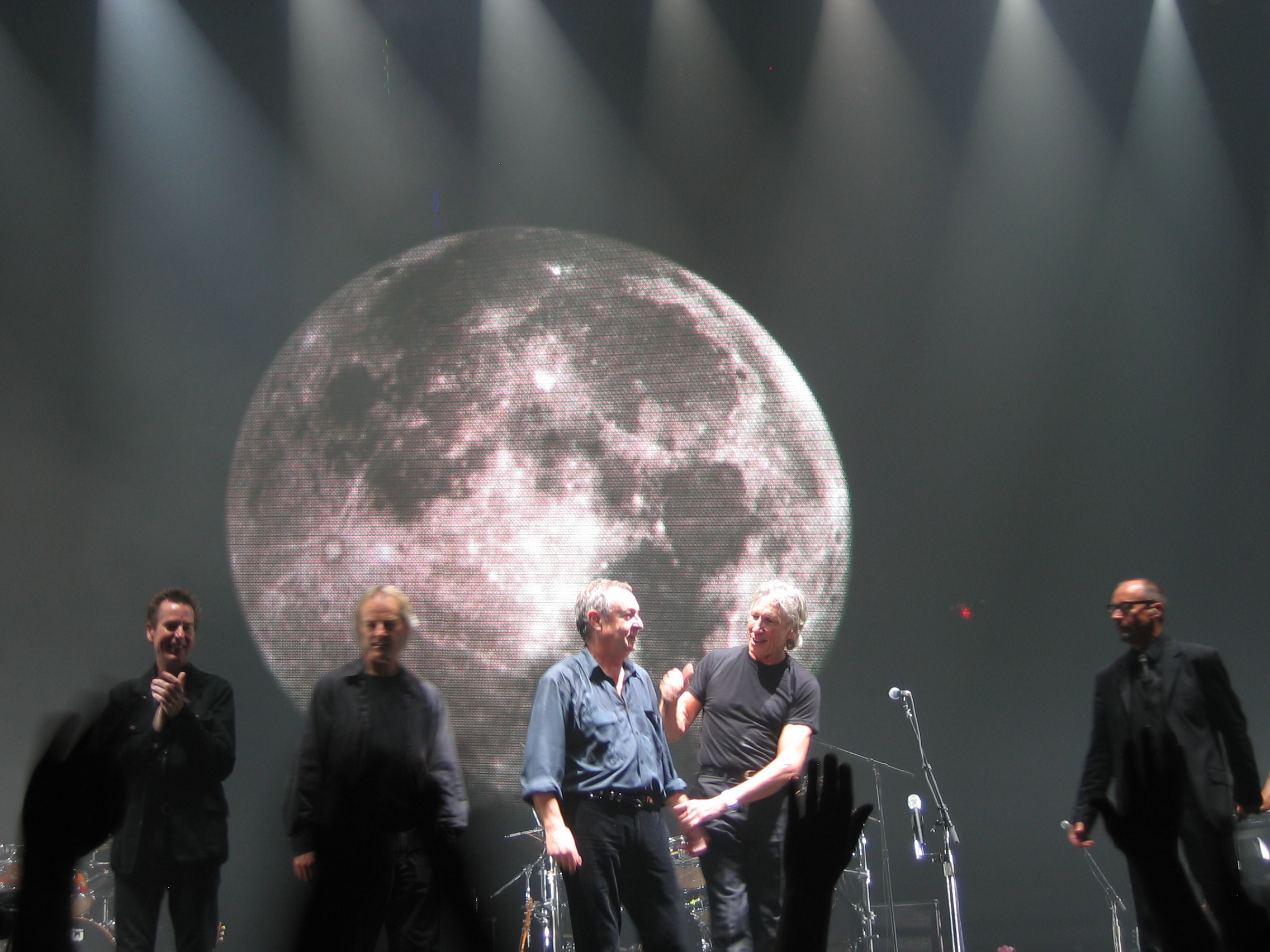
Nick Mason jako host na Watersově koncertu 12. května 2007

V roce 1999 uspořádal Roger Waters turné In the Flesh, na kterém spolu s doprovodnými hudebníky představil své písně jak ze sólových desek, tak i z alb Pink Floyd. Koncerty byly komerčně úspěšné, lístky byly často brzy vyprodány a vystoupení musela být přesunuta do větších prostor. Záznam z koncertů vyšel na CD i DVD po názvem In the Flesh. Turné pokračovalo ještě v letech 2000 a 2002, kdy Waters poprvé zavítal i do Česka. První český koncert se konal 10. června 2002 v tehdejší pražské Paegas Aréně.
V noci na 1. května 2004 se uskutečnila předpremiéra overtury opery Ça Ira, ke které Waters složil hudbu. Tato akce byla uspořádána v hlavním maltském městě Valletta při příležitosti vstupu země do EU.
V polovině roku 2004 oznámila společnost Miramax Films, že se chystá uvedení muzikálu The Wall v newyorském divadle Broadway Theatre. V představení měly zaznít také skladby z alb The Dark Side of the Moon, Wish You Were Here a dalších alb Pink Floyd, včetně nového materiálu.
V září 2004 vydal Roger Waters singl „To Kill the Child“/„Leaving Beirut“, který reagoval na válku v Iráku. Text ve skladbě „Leaving Beirut“ silně útočí na amerického prezidenta George W. Bushe a britského premiéra Tonyho Blaira.
2. července 2005 vystoupil Waters poprvé po 24 letech s ostatními členy Pink Floyd na jednom pódiu. Stalo se tak na koncertě v rámci akce Live 8, Pink Floyd zde odehráli 23minutové vystoupení se skladbami „Speak to Me“/„Breathe“/„Breathe (Reprise)“, „Money“, „Wish You Were Here“ a „Comfortably Numb“. Ačkoliv Waters s Pink Floyd možnou spolupráci nevyvrátil, David Gilmour takové spekulace odmítl s tím, že se chce věnovat vlastním projektům.
V září 2005 vyšla Watersova klasická opera Ça Ira o době francouzské revoluce, na které pracoval s přestávkami 16 let. Původní francouzské libreto napsal Étienne Roda-Gil, Waters jej od roku 1997 přepsal též do angličtiny.
Další turné, tentokrát s názvem The Dark Side of the Moon Live, uspořádal Roger Waters v roce 2006. Druhá polovina každého koncertu obsahovala živé provedení celého alba The Dark Side of the Moon, v první půlce byly zahrány některé Watersovy sólové písně a především výběr z nejznámějších skladeb Pink Floyd. Turné pokračovalo i v roce 2007, kdy byl odehrán i druhý Watersův koncert v Česku. Ten se konal 13. dubna 2007 v tehdejší Sazka Aréně v Praze. Na několika koncertech v rámci turné byl hostem bubeník Pink Floyd Nick Mason, byl pozván i klávesista Rick Wright, který však pozvání odmítl s tím, že pracuje na vlastním sólovém projektu. Několik dalších koncertů se konalo i v první polovině roku 2008.
V březnu 2007 byl uveden do kin sci-fi film Mimzy, ke kterému složil Waters jednu píseň, jež vyšla i jako singl: „Hello (I Love You)“.
Dne 12. dubna 2010 oznámil Waters data a místa koncertů pro chystané turné The Wall Live. Severoamerická část turné začala 15. září 2010 v Torontu a skončila 21. prosince téhož roku v Ciudad de México. V roce 2011 turné pokračovalo v Evropě: 21. března byl odehrán první koncert v Lisabonu, poslední vystoupení proběhlo 12. července v Athénách. Jeho součástí byl i třetí a čtvrtý Watersův koncert v Česku – 15. a 16. dubna v O2 areně. Na londýnském vystoupení 12. května 2011 hostoval ve skladbě „Comfortably Numb“ David Gilmour (se kterým hrál také na charitativním vystoupení 10. července 2010), v závěru koncertu se připojil i Nick Mason. V roce 2012 byly odehrány koncerty v Oceánii, Jižní Americe a na velkých otevřených stadionech v Severní Americe. Evropské koncerty pro léto 2013, které byly většinou uspořádány rovněž pod širým nebem, byly oznámeny 9. listopadu 2012, včetně Watersova pátého českého vystoupení 7. srpna v Eden Aréně, jenž ale bylo později přesunuto do uzavřené O2 Areny. Samotné turné skončilo v září 2013. O rok později byl na Torontském mezinárodním filmovém festivalu představen dokumentárné-hudební film Roger Waters The Wall pocházející z tohoto turné a roku 2015 vyšlo koncertní album s audiozáznamem koncertu.
V listopadu 2013 oznámil Waters v rozhovoru pro časopis Rolling Stone, že dokončil demo nahrávku nového alba, které má mít formu rozhlasové hry a jehož tématem má být hledání důvodu starým člověkem a dítětem, proč jsou zabíjeny děti. Projekt od té doby ale změnil. Své čtvrté album s názvem Is This the Life We Really Want? vydal v roce 2017 a navázal na něj celosvětovým turné Us + Them (2017–2018, včetně dvou koncertů v pražské O2 areně, 27. a 28. dubna 2018).
Jeho antisemitské výroky a postoje kritizovala v roce 2017 Anti-Defamation League a roku 2018 Centrum Simona Wiesenthala.
Roku 2018 vydal album mluveného slova The Soldier's Tale, což je adaptace divadelního díla Příběh vojáka od Igora Stravinského. V říjnu 2019 byl na dva dny uveden do kin film Roger Waters Us + Them, koncertní záznam ze stejnojmenného turné. V roce 2021 plánuje uspořádat turné This Is Not a Drill.
V září 2022 adresoval manželce ukrajinského prezidenta Oleně Zelenské v reakci na její vystoupení v pořadu BBC Neděle s Laurou Kuenssbergovou otevřený dopis, v němž prezentoval postoje blízké ruské propagandě, tj. že by Západ neměl „dodávat zbraně armádám kyjevské vlády“, že by „Ukrajina neměla bojovat do posledního ukrajinského života, v horším případě do posledního lidského života“ a že „by Ukrajina měla ratifikovat a realizovat zbytek dohod známých jako Minsk II.“ Zelenská mu odpověděla: „Rusko zaútočilo na Ukrajinu, ničí města a zabíjí lidi. Ukrajinci brání svou zemi a budoucnost svých dětí. Pokud boj vzdáme, zítra nebudeme existovat. Pokud se Rusko vzdá, válka skončí. Rogere Watersi, běžte si žádat o mír jiného prezidenta.“ V únoru 2023 na žádost Ruska vystoupil v Radě bezpečnosti OSN. Na tomto jednání své útoky proti Ukrajině poněkud zmírnil, když ruskou agresi nejprve odsoudil, ale zároveň uvedl, že „nebyla nevyprovokovaná“ a že odsuzuje i provokatéry. Zároveň volal po míru, podle svého tvrzení „jménem 4 miliard lidí“.

## Používané nástroje

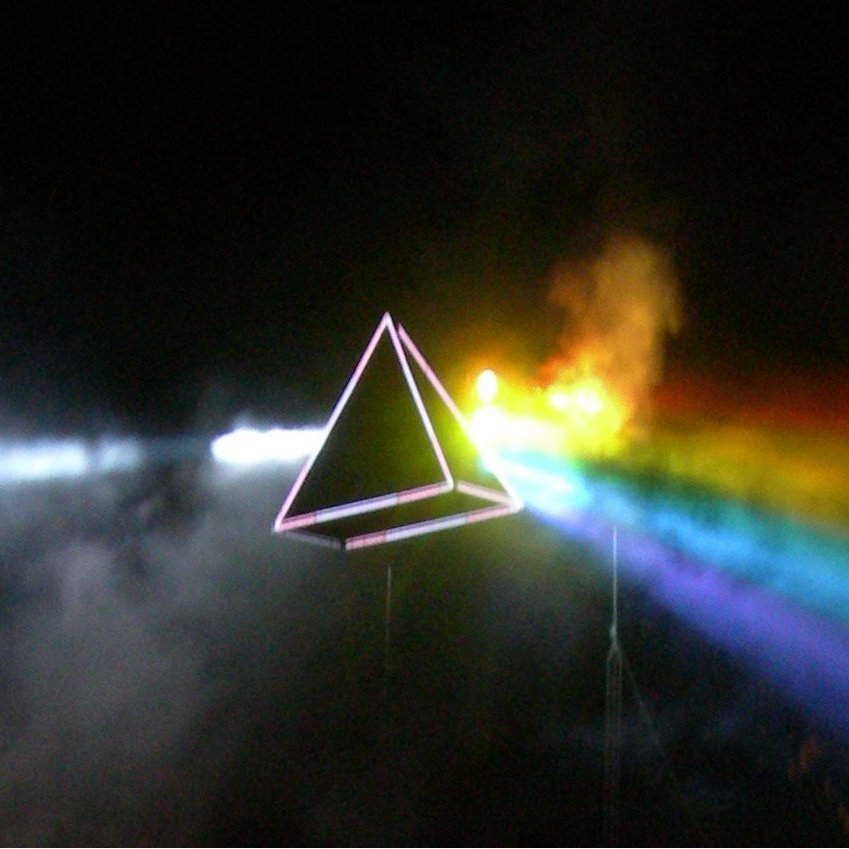
Laserový jehlan používaný na koncertech turné The Dark Side of the Moon Live

V začátcích své hudební kariéry používal Roger Waters baskytaru Höfner, kterou ale brzy nato vyměnil za baskytaru Rickenbacker 4001S. Na přelomu 60. a 70. let začal hrát na Fender Precision Bass, kterou používá dodnes. Většinou hraje trsátkem, příležitostně ale i prsty.
Ačkoliv je Waters znám především jako baskytarista a zpěvák, v některých skladbách Pink Floyd hrál také na elektrickou kytaru („Shine On You Crazy Diamond“, „Pigs (Three Different Ones)“ a „Sheep“). Na koncertech používá též akustickou kytaru (ve skladbách z alba The Final Cut a písni „Mother“). Umí využívat i syntezátory a různé zvukové efekty.

## Diskografie

### Sólová alba

#### Studiová alba
- The Pros and Cons of Hitch Hiking (1984)
- Radio K.A.O.S. (1987)
- Amused to Death (1992)
- Is This the Life We Really Want? (2017)

#### Živá alba
- The Wall – Live in Berlin (1990)
- In the Flesh (2000)
- Roger Waters The Wall (2015)

#### Spolupráce s jinými autory
- Music from The Body (1970, soundtrack, s Ronem Geesinem)
- When the Wind Blows (1986, soundtrack, s The Bleeding Heart Band)

#### Klasická hudba
- Ça Ira (2005)
- The Soldier's Tale (2018)

#### Výběrové album
- Flickering Flame: The Solo Years Volume 1 (2002)

#### Singly
- 1984 – „The Pros and Cons of Hitch Hiking“
- 1984 – „Every Stranger's Eyes“
- 1987 – „Radio Waves“
- 1987 – „Sunset Strip“
- 1987 – „Who Needs Information“
- 1987 – „The Tide Is Turning (After Live Aid)“
- 1990 – „Another Brick in the Wall“
- 1990 – „The Tide Is Turning“
- 1992 – „What God Wants, Part 1“
- 1992 – „Three Wishes“
- 1992 – „The Bravery of Being Out of Range“
- 2004 – „To Kill the Child“/„Leaving Beirut“
- 2007 – „Hello (I Love You)“

#### Videozáznamy
- 1988 – Radio K.A.O.S. (videoEP)
- 1990 – The Wall – Live in Berlin (koncert z roku 1990)
- 2001 – In the Flesh – Live (koncert z roku 2000)
- 2014 – Roger Waters The Wall (koncert z roku 2013)
- 2019 – Roger Waters Us + Them (koncert z roku 2018)

### S Pink Floyd
- viz diskografie Pink Floyd v letech 1967–1983